# Toradex

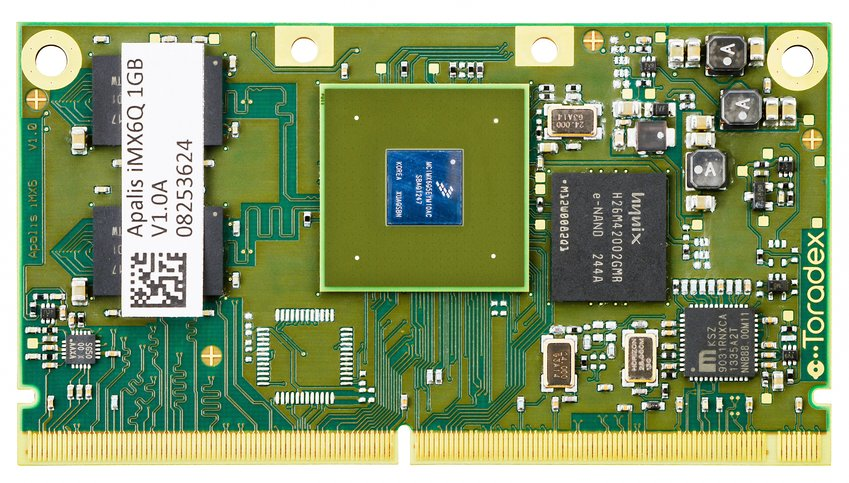
Apalis I.MX6Q Freescale Dator på Modul

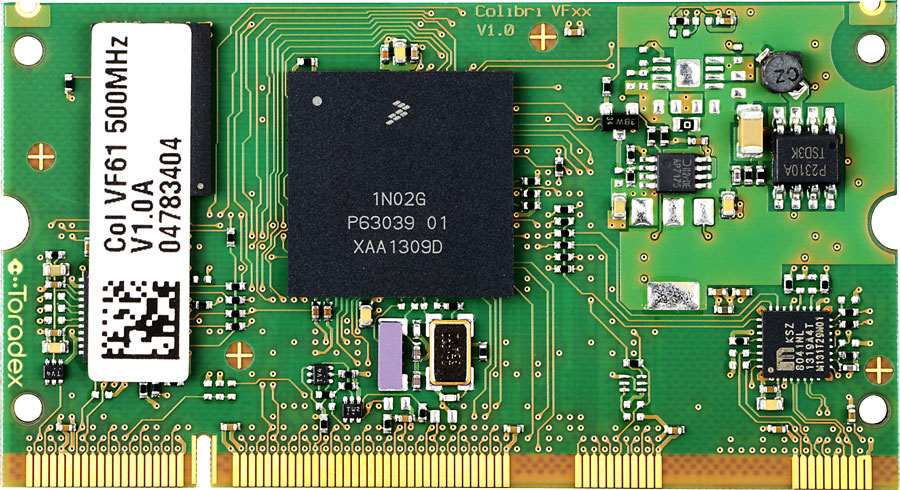
Colibri VF61 Freescale Vybrid Dator på Modul

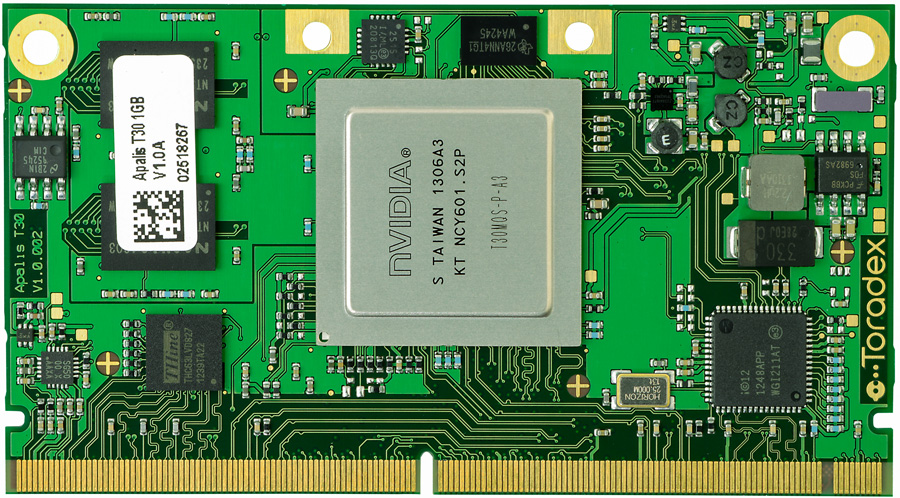
Apalis T30 NVIDIA Tegra 3 Dator på Modul

Toradex Corporation är ett schweiziskt IT-företag. Det grundades 2003 som ett privatägt aktiebolag med högkvarter i Luzern, Schweiz.
Toradex är specialiserat på högpresterande inbäddade system med låg kraftförbrukning. Dessa är baserade på Intel XScale och Pentium M processorer. Företaget erbjuder enkortsprodukter och relaterade ingenjörstjänster inom områdena Windows CE, inbäddat Linux, elektronisk layout för höghastighetsprodukter, paketering och miniatyrisering.
Toradex är medlem av Intel Communications Alliance, OSEC Business Network Switzerland, Microsoft Windows Embedded Partner, Swiss Technology Network och är distributör för American Megatrends Incorporated BIOS i Schweiz.

## produkter
- Dator på Moduler
- bararkort
- Anpassad Enkortsdator